# Švýcarsko na Letních olympijských hrách 2024
Švýcarsko soutěžilo na Letních olympijských hrách 2024 v Paříži od 26. července do 11. srpna 2024. Zastupovalo ho 127 sportovců (65 mužů a 62 žen) v 19 sportech.

## Medailisté
| Medaile | Jméno                            | Sport             | Soutěž                          | Datum získání medaile |
| ------- | -------------------------------- | ----------------- | ------------------------------- | --------------------- |
| Zlato   | Chiara Leoneová                  | Sportovní střelba | Ženy - 50 m malorážka polohový  | 2. srpna              |
| Stříbro | Julie Derronová                  | Triatlon          | závod ženy                      | 31. července          |
| Stříbro | Steve Guerdat                    | Jezdectví         | Parkurové skákání (jednotlivci) | 6. srpna              |
| Bronz   | Audrey Gogniatová                | Sportovní střelba | Ženy - 10 m vzduchová puška     | 29. července          |
| Bronz   | Roman Mityukov                   | Plavání           | Muži - 200 m znak               | 1. srpna              |
| Bronz   | Roman Röösli Andrin Gulich       | Veslování         | Muži - Dvojka bez kormidelníka  | 2. srpna              |
| Bronz   | Zoé Claessensová                 | Cyklistika        | BMX ženy                        | 2. srpna              |
| Bronz   | Tanja Hüberliová Nina Brunnerová | Plážový volejbal  | ženy                            | 9. srpna              |